# Metamphiascopsis
Metamphiascopsis är ett släkte av kräftdjur. Metamphiascopsis ingår i familjen Diosaccidae.
Kladogram enligt Catalogue of Life:
| Metamphiascopsis | \| \| Metamphiascopsis banyulensis \| \| \| \| \| \| Metamphiascopsis hirsutus \| \| \| \| \| \| Metamphiascopsis monardi \| \| \| \| \| \| Metamphiascopsis nicobaricus \| \| \| \| |
|                  | \| \| Metamphiascopsis banyulensis \| \| \| \| \| \| Metamphiascopsis hirsutus \| \| \| \| \| \| Metamphiascopsis monardi \| \| \| \| \| \| Metamphiascopsis nicobaricus \| \| \| \| |
|                  | Metamphiascopsis banyulensis |
|                  | |
|                  | Metamphiascopsis hirsutus |
|                  | |
|                  | Metamphiascopsis monardi |
|                  | |
|                  | Metamphiascopsis nicobaricus |
|                  | |